# Ranto Panyang (Woyla)
Ranto Panyang is een bestuurslaag in het regentschap Aceh Barat van de provincie Atjeh, Indonesië. Ranto Panyang telt 273 inwoners (volkstelling 2010).